# HMS Snowdrop (K67)
HMS Snowdrop (K67) je bila korveta razreda flower Kraljeve vojne mornarice, ki je bila operativna med drugo svetovno vojno.

## Zgodovina
Ladjo so 17. maja 1947 prodali in jo septembra 1949 razrezali v Newcastlu.